# Dennis van Winden
Dennis van Winden (Delft, 2 de desembre de 1987) és un ciclista neerlandès, professional des del 2010 i actualment a l'equip Israel Cycling Academy.

## Palmarès
- 2006
  - 1r a l'Omloop Alblasserwaard
- 2008
  - 1r al Tour de l'Haut-Anjou i vencedor de 2 etapes
  - Vencedor d'una etapa al Giro de les Regions
- 2009
  -  Campió dels Països Baixos en contrarellotge sub-23
  - Vencedor d'una etapa a l'Istrian Spring Trophy
  - Vencedor d'una etapa al Tour de Bretanya
  - Vencedor d'una etapa a la Volta a Lleó
  - Vencedor d'una etapa al Tour de l'Avenir

### Resultats al Giro d'Itàlia
- 2011. 121è de la classificació general
- 2012. Abandona

### Resultats a la Volta a Espanya
- 2012. 164è de la classificació general
- 2015. 115è de la classificació general